# Tití de bigotis
El tití de bigotis (Saguinus mystax) és una espècie de mico de la família dels cal·litríquids que viu als boscos tropicals del Brasil i el Perú.

## Alimentació
Menja fruits i insectes.

## Subespècies
- S. m. mystax
- S. m. pileatus
- S. m. pluto